# Floscularia curvicornis
Floscularia curvicornis är en hjuldjursart som beskrevs av Rougier och Pourriot 2006. Floscularia curvicornis ingår i släktet Floscularia och familjen Flosculariidae. Inga underarter finns listade i Catalogue of Life.